# Västerörarna, Raseborg
Västerörarna är en ö i Finland. Den ligger i Finska viken och i kommunen Raseborg i den ekonomiska regionen  Raseborg i landskapet Nyland, i den södra delen av landet. Ön ligger omkring 85 kilometer väster om Helsingfors.
Öns area är 1,8 hektar och dess största längd är 230 meter i öst-västlig riktning.